# Marco Landucci
Marco Landucci (Lucca, Provincia de Lucca, Italia, 25 de marzo de 1964) es un exfutbolista italiano. Se desempeñaba en la posición de guardameta. Actualmente es asistente técnico de Massimiliano Allegri en el Associazione Calcio Milan de la Serie A (Italia).

## Clubes
| Club                | País   | Año         |
| ------------------- | ------ | ----------- |
| F. C. Viareggio     | Italia | 1981 - 1982 |
| A. C. F. Fiorentina | Italia | 1982 - 1984 |
| V. G. Rondinella    | Italia | 1984 - 1985 |
| Parma F. C.         | Italia | 1985 - 1986 |
| A. C. F. Fiorentina | Italia | 1986 - 1991 |
| A. S. Lucchese      | Italia | 1991 - 1992 |
| Brescia Calcio      | Italia | 1992 - 1994 |
| U. S. Avellino      | Italia | 1994 - 1995 |
| Inter de Milán      | Italia | 1995 - 1996 |
| F. C. Venezia       | Italia | 1996        |
| Hellas Verona       | Italia | 1996 - 1997 |
| A. S. Lucchese      | Italia | 1997 - 1998 |
| U. C. Cuoiopelli    | Italia | 1998 - 1999 |
| A. S. Lucchese      | Italia | 1999 - 2001 |

## Palmarés

### Campeonatos nacionales
| Título  | Club        | País   | Año     |
| ------- | ----------- | ------ | ------- |
| Serie C | Parma F. C. | Italia | 1985-86 |